# 프란체스코 세베리

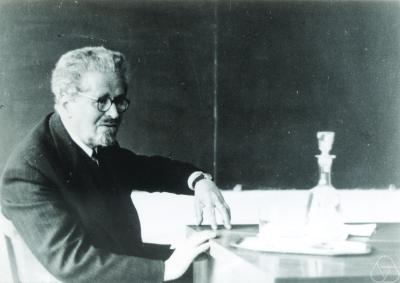
세베리 (콘라트 야콥스 Konrad Jacobs 촬영)

프란체스코 세베리(이탈리아어: Francesco Severi, 1879~1961)는 이탈리아의 수학자이다. 대수기하학에 공헌하였다.

## 생애
이탈리아 아레초에서 태어났다. 1900년에 토리노 대학교에서 코라도 세그레 아래 박사 학위를 수여받았다. 이후 대수기하학의 이탈리아 학파의 지도자가 되었다.
쉽게 감정이 상하는 성격이어서, 학계에서 자주 논란의 대상이 되었다. 당시 이탈리아 학파의 대수기하학은 공리적으로 엄밀하지 못하였으며, 이후 세베리가 증명한 일부 "정리"들은 사실 거짓임이 밝혀졌다.
1961년 12월 8일 로마에서 암으로 사망하였다.

## 같이 보기
- 모레라 정리

## 참고 문헌
- Barlotti, Adriano (1992). “Ricordo di Francesco Severi”. 《Atti e memorie della Accademia Petrarca di lettere arti e scienze (nuova serie)》 (이탈리아어) 54: 343–346.
- Frajese, Attilio (1958–1964), “Commemorazione di Francesco Severi”, 《Atti e memorie della Accademia Petrarca di lettere arti e scienze (nuova serie)》 (이탈리아어) 38: 333–341
- Garnier, René (1962년 1월 29일). “Notice nécrologique sur Francesco Severi”. 《Comptes rendus hebdomadaires des séances de l’Académie des sciences》 (프랑스어) 254: 777–782. Zbl 0115.24608.
- Jordan, C.; Poincaré, H.; Picard, E.; Appell, P. É.; Painlevé, P.; Lévy, M.; Darboux, J. G.; Boussinesq, J. V.; Humbert, M. G. (1907년 12월 2일). “Prix Bordin”. 《Comptes rendus hebdomadaires des séances de l’Académie des sciences》 (프랑스어) 145: 981–983.
- Maracchia, Silvio (1979–1980). “Ricordo di Francesco Severi in occasione del I Centenario della nascita”. 《Atti e memorie della Accademia Petrarca di lettere arti e scienze (nuova serie)》 (이탈리아어) 43: 53–63.
- Occhini, Pier Ludovico (1930). “Per Franceso Severi Accademico d’Italia”. 《Atti e memorie della Accademia Petrarca di lettere arti e scienze (nuova serie)》 (이탈리아어) 9: 175–183..
- Roth, L. (1963). “Francesco Severi”. 《Journal of the London Mathematical Society》. Second Series (영어) 38: 282–307. doi:10.1112/jlms/s1-38.1.282. ISSN 0024-6107. MR 0157887. Zbl 0112.00314..
- Salmi, Mario (1949–1951). “In onore di Francesco Severi”. 《Atti e memorie della Accademia Petrarca di lettere arti e scienze (nuova serie)》 (이탈리아어) 35: 6–8.